# Piz Salteras
Piz Salteras är en bergstopp i Schweiz.   Den ligger i regionen Albula och kantonen Graubünden, i den östra delen av landet, 180 km öster om huvudstaden Bern. Toppen på Piz Salteras är 3 111 meter över havet, eller 257 meter över den omgivande terrängen. Bredden vid basen är 3,6 km.
Terrängen runt Piz Salteras är bergig åt nordväst, men åt sydost är den kuperad. Närmaste större samhälle är St. Moritz, 13,6 km sydost om Piz Salteras. 
Trakten runt Piz Salteras består i huvudsak av gräsmarker. Runt Piz Salteras är det glesbefolkat, med 15 invånare per kvadratkilometer.